# Montesa-rend
A Montesa-rend (spanyolul: Orden Militar de Montesa, Orden de Caballería de Nuestra Señora de Montesa) spanyol egyházi lovagrend. II. Jakab aragón király uralkodása alatt jött létre. Működését XXII. János pápa 1317-ben erősítette meg. Feladatául a muszlimok elleni harcot jelölte meg, akik a valenciai partvidéket támadták.
Amikor a Spanyolországban rendkívül népszerű templomos lovagrendet felszámolták a király 1317-ben a pápa jóváhagyását kérte, hogy a rend spanyolországi birtokai egy újonnan felállítandó lovagrendre mehessenek át. V. Kelemen pápa ebbe nem egyezett bele. Azt csak utóda, XXII. János hagyta jóvá, aki 1319. július 22-i vasárnapi miséjében a király jelenlétében véglegesítette a rendet, aki akkor udvarával együtt Barcelonában tartózkodott. Központjaként Montesát jelölték ki, mely korábban a templomosok tulajdonában volt.
Az első lovagok a Calatrava-rend tagjai közül kerültek ki, akik a rendnek új statútumokat készítettek. Az első jelvényük a fekete kereszt volt, melyet VII. Kelemen pápától kaptak. Miután néhány év múlva, 1400-ban az Alfamai Szent György-rend (Orden Militar de San Jorge de Alfama) lovagjai is csatlakoztak hozzájuk, új jelvényük vörös kereszt lett, szárainak végén fekete liliomokkal. Rendi köpenyük fehér.
A rendnek alapítása óta szoros kapcsolata volt az aragón királyi udvarhoz. A lovagok 1323-24-ben II. Jakab oldalán fegyveresen és pénzükkel részt vettek Szardínia meghódításában, amiért számos gazdasági jellegű kiváltságban részesültek. 1343-ban részt vettek Mallorca elfoglalásában is, amiért újabb jogi természetű kiváltságokat szereztek.
Fra Albert de Tous (1374-1382) mester halála után a lovagok fokozatosan ellentétbe kerültek a koronával. 1409-ben a rend mesterének megválasztása miatt belső ellentétek robbantak ki, melybe a korona és XIII. Benedek pápa is beavatkozott. 1412-ben új dinasztia került az aragón trónra. A 15. század során folytatódott a rend szoros együttműködése az aragón koronával. A rend nagymesterei aktívan támogatták a korona itáliai politikáját.
A 15. század folyamán a rend katonai szervezetből egyre inkább személyes és gazdasági szervezetté kezdett válni. A korona később terjesztette ki hatalmát a rendre, mint a három korábbi lovagrendre, melyek 1494-ben kerültek királyi hatalom alá. II. Fülöp király 1587-ben lett a rend nagymestere, miként az korábban az  Alcántara- és a Santiago-renddel történt.
A rendi tagságért folyamodóknak két nemesi őst kellett  igazolniuk  a felvételhez a címerek bemutatásával együtt. Feltétel, hogy a nagyszülőkig visszamenőleg senki nem  foglalkozhatott kereskedelemmel, iparral, kézművességgel. Nem lehettek zsidók, muszlimok, pogányok, nem-katolikusok, parasztok, ügyvédek, adóbérlők, közjegyzők, hivatalnokok, ahol kezük munkájából éltek, sem a becsületüket elvesztettek.